# Lagardère News
Pour les articles homonymes, voir Lagardère.
Lagardère News est la filiale médias du groupe Lagardère. La société publie principalement le Journal du Dimanche et d'autres magazines et journaux français. Depuis le 12 février 2019, l'entreprise est dirigée par Constance Benqué. En 2024, après qu'Arnaud Lagardère se voit temporairement interdit de gérer une entreprise, Constance Benqué est nommée à titre provisoire présidente de Lagardère Commandité SAS et gérante de Lagardère Radio SCA, le pôle radio du groupe, qui détient Europe 1, Europe 2 et RFM.
Les médias de Lagardère News sont dirigés par le milliardaire Vincent Bolloré, et dont en 2020, l'ancien président de la république Nicolas Sarkozy intègre le conseil d'administration du groupe Lagardère. 

## Historique
En octobre 2000, Lagardère SCA regroupe au sein de son pôle médiatique l'ensemble de ses activités audiovisuelles et nouveaux médias Europe 1 Communication (radio, régie publicitaire et audiovisuel) et Lagardère Net (anciennement Grolier interactive) sous la marque unique Lagardère Active divisée en Lagardere Active Broadcast et Lagardere Active Broadband.
En 2011, le groupe a vendu 212 publications de magazines pour 651 millions d'euros à Hearst Corporation, représentant plus de 15 fois le résultat de ses activités et assortie d'un accord de licence de 8 millions d'euros par an. Mal positionné sur le Web et très dépendant de la publicité, cette cession vise à désendetter la holding du groupe et la recentrer sur le sport avec Sportfive. Didier Quillot a quitté son poste après 5 ans à la tête de Lagardère Active. Arnaud Lagardère a annoncé son départ le 7 novembre 2011, ainsi que la nomination de Denis Olivennes à sa succession à la Présidence du directoire de Lagardère Active[réf. nécessaire].
En octobre 2013, Lagardère SCA annonce la vente de Genao Productions anciennement Timoon Animation à sa direction.
En octobre 2013, le groupe cherche un acquéreur pour une dizaine de titres de presse. Sont concernés les magazines Psychologies magazine, Première, Be magazine, Pariscope, Maison & Travaux, Le Journal de la Maison, Campagne Décoration, Mon Jardin & Ma Maison, Auto Moto et Union) afin de se recentrer sur ses marques les plus rentables (Elle, Paris Match, Télé 7 Jours, Télé 7 Jeux, Art & Décoration, Le Journal du dimanche, Version Femina, France Dimanche, Ici Paris, Public, Info Bébés et Parents). La direction précise par ailleurs que les titres qui ne pourraient être vendus seraient arrêtés.
Ce projet de cession de titres concernant 350 collaborateurs permanents, les salariés de Lagardère Active se mettent en grève durant 48 heures et menacent de non-parution les titres phares du groupe. Le 29 novembre, après de multiples péripéties, la direction annonce qu'elle renonce aux licenciements prévus et négocie un plan de départs volontaires.
Le 2 avril 2014, le nom du repreneur est annoncé : il s'agit du consortium 4B Media (Groupe Rossel-Reworld Media),. Ces dix titres d'une valeur globale de 55 millions en chiffre d'affaires seront cédés pour une valeur négative : Lagardère Active versera aux repreneurs environ 15 millions d'euros afin de pouvoir financer les plans de départ et combler certaines pertes.
En octobre 2015, Lagardère Active signe un partenariat avec Google pour stimuler son offre numérique en ligne.
Le 9 mars 2016, Lagardère Active annonce aux représentants des salariés un plan de départs volontaires dans ses activités presse et publicité. L'effectif de Lagardère Active passeraient de 3 500 à 3 300 personnes, dans le cadre d'un recentrage sur l'audiovisuel qui représente 60 % du chiffre d'affaires, contre 40 % pour la presse.
En avril 2018, Lagardère Active souhaite revendre la plupart de ses activités (hormis Europe 1, le JDD, Paris Match et Lagadère Studios) pour un montant s'élevant entre 400 et 700 millions d'euros. Le 17 avril, le groupe revend ses radios européennes au groupe tchèque Czech Media Invest (CMI) pour la somme de 73 millions d'euros. Le 19 avril 2018, le groupe entre en négociation exclusive avec CMI pour la vente des titres Elle France, Version Femina, Télé 7 jours, France Dimanche, Ici Paris, Public et Art & Décoration.
Cette volonté de vendre des titres de presse s'inscrit dans une stratégie de désengagement des médias. Entre juillet et septembre 2018, la branche média du groupe a représenté 196 millions d'euros, soit seulement 10 % de l'activité.
Le 24 novembre 2018, les radios de Lagardère active finissent de quitter le siège historique rue François-Ier pour rejoindre des locaux en bord de Seine dans le 15e arrondissement de Paris.
En février 2019, le groupe M6 annonce être entré en négociations exclusives pour reprendre le pôle télévision de Lagardère Active. Arnaud Lagardère souhaite récupérer un montant supérieur à 200 millions d'euros dans cette vente. L’opération aboutit en mai 2019, le groupe M6 acquiert Gulli et 6 autres chaînes payantes pour 215 millions d’euros. Le 17 juillet 2019, les groupes Les Échos-Le Parisien et Canal+ annoncent l'acquisition auprès des groupes Lagardère et France Télévisions de la totalité de la chaine Mezzo, non concernée par la vente précédente, les deux groupes détiendront chacun 50% des parts.
Le 11 février 2019, le groupe Lagardère annonce avoir vendu une participation de 20 % dans la radio sud-africaine Jacaranda au groupe Kagiso Media pour un montant estimé à 233 millions de rands (15 millions d'euros), vendant également 49,99% de sa régie publicitaire Médiamark pour un montant estimé à 30 millions de rands (environ 2 millions d'euros).
Le 28 juin 2019, le groupe français Unique Heritage Media annonce être entré en négociations exclusives avec Lagardère Active et avec The Walt Disney Company pour acheter Disney Hachette Presse,. Avec cette vente, Lagardère poursuit encore sa stratégie de désengagement des médias,.
À la suite de la cession de plusieurs actifs (presse, télévision), les marques restantes sont regroupées dans un nouveau pôle nommé Lagardère News,.
Le 21 avril 2020, le groupe Vivendi entre dans le capital du groupe Lagardère pour être davantage présent dans le secteur médiatique via la filiale Lagardère News.
En juin 2020, Mediawan acquiert Lagardère Studios pour 100 millions d'euros.

## Controverses
Selon le magazine Challenges, la vente des activités médias de Lagardère représenterait un arrière plan politique, car la présidence de la République d'Emmanuel Macron préparant sa seconde campagne présidentielle, l'entreprise, inquiète de la montée des audiences de Face à l'info avec Éric Zemmour souhaiterait éviter que les médias de Lagardère, Europe 1 mais aussi Paris Match et le Journal du dimanche, ne tombent entre les mains du même employeur, le groupe Canal+, filiale de Vivendi contrôlé par Vincent Bolloré. Elle lui préfèrerait le groupe LVMH de Bernard Arnault.
En septembre 2020, il est reproché à la directrice Constance Benqué, de vouloir placer à la tête du service politique d'Europe 1 Louis de Raguenel, ancien rédacteur en chef de Valeurs actuelles, quelques semaines après l'affaire de la publication des caricatures de Danièle Obono. Le journaliste est nommé adjoint du service politique de la station. La direction entérine les départs de plusieurs animateurs vedette (Matthieu Belliard, Pascale Clark, Anne Roumanoff, Julian Bugier, etc.), ainsi qu'une quarantaine de salariés, sur fond de rapprochement avec la chaîne d’informations CNews, ce qui suscite l'inquiétude des journalistes quant à la possible transformation de la station en un média d'opinion, positionné à droite, voire à l’extrême droite, du spectre politique.
En juin 2021, les salariés de la radio, dénonçant « un management autoritaire », se mettent en grève pour protester contre la mise à pied d’un journaliste, à la suite de son altercation avec un membre des ressources humaines lequel a enregistré une réunion des salariés, sans leur autorisation. Le lendemain, le CSA adresse une mise en garde à Constance Benqué concernant la station de radio et sa maison mère Lagardère, rappelant que l’entreprise, dans son processus de transformation, reste soumise à une série d’obligations légales inscrites dans la loi sur l’audiovisuel de 1986 et dans plusieurs conventions conclues avec le CSA.
Courant 2023 les trois radios (Europe 1, Europe 2 et RFM) sont regroupées dans une société en commandite nommée « Lagardère Radios » ou "Europe Radios group" dirigée par Arnaud Lagardère afin de garantir l'indépendance vis-à-vis de Vivendi, actionnaire majoritaire du groupe Lagardère et contrôlé par le groupe Bolloré.
En juin 2023, la directrice se voit reprocher l'arrivée d'un ancien directeur de la rédaction de Valeurs actuelles, en l'occurrence Geoffroy Lejeune, au JDD, journal détenu par Lagardère News. Cette annonce entraîne une grève des salariés.

## Identité visuelle (logo)

Logo de Grolier interactive de 1996 à 1998
Logo de Grolier interactive de 1998 à 2000
Logo de Lagardère Active de 2000 à mai 2005
Logo de Lagardère Active de mai 2005[43] à septembre 2019
Logo de Lagardère News depuis décembre 2018

## Historique de la direction
- Le 20 avril 2017, Arnaud Lagardère prend la présidence de Lagardère Active[44].
- Le 2 mai 2017, Frédéric Schlesinger devient vice-président du pôle FM de Lagardère, regroupant les stations Europe 1, Virgin Radio et RFM.
- Le 2 mars 2018, Thierry Steiner, ex-directeur territorial de France Bleu, rejoint Lagardère Active pour y être le directeur des réseaux Europe 1, RFM et Virgin Radio[45].
- Le 22 mai 2018, Laurent Guimier devient le nouveau vice-président d'Europe 1, RFM et Virgin Radio[46].
- Le 4 juillet 2018, Denis Olivennes révèle son prochain départ de Lagardère Active en dressant un bilan positif de son action[47].
- En juillet 2019, Constance Benqué devient vice-présidente d'Europe 1, RFM et Virgin radio, succédant à Laurent Guimier[48].
- Le 31 mars 2020, Arnaud Lagardère quitte son poste de président de Lagardère Active, en étant remplacé par Constance Benqué[49].

## Activités

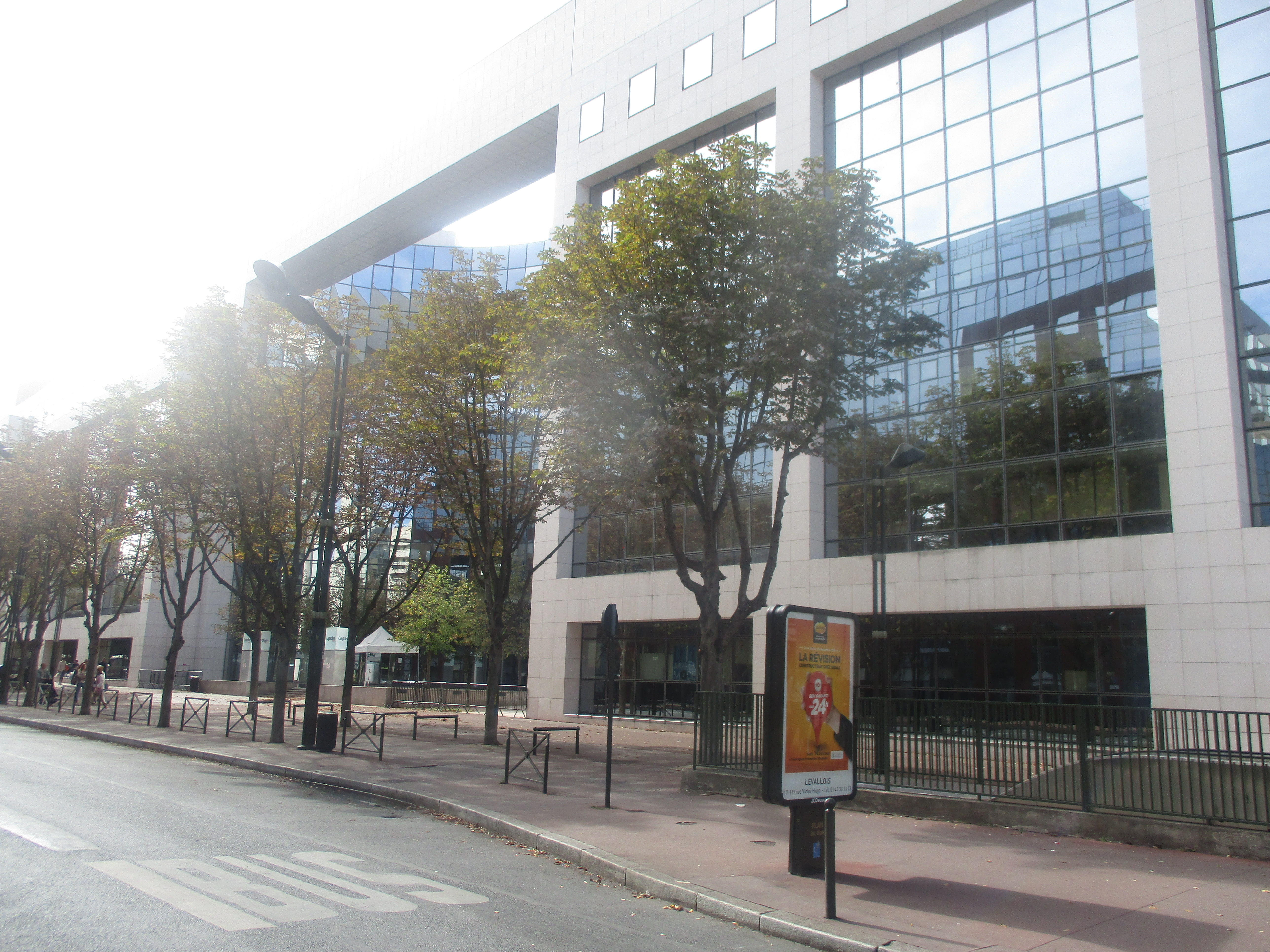
Siège à Levallois-Perret, rue Anatole-France.

Les métiers de Lagardère Active sont la radiodiffusion, la programmation, la production télévisuelle, regroupée dans la structure Lagardère Entertainment, la distribution de films, l'édition de magazines et une activité de régie publicitaire.

### Radio
Avec trois réseaux nationaux, l'ensemble des réseaux de Lagardère Active couvre une population entre 113 et 135 millions d’habitants en 2010/2012 ;
| Radio    | Format                        | Slogan                                  | Catégorie        | Date de création  |
| -------- | ----------------------------- | --------------------------------------- | ---------------- | ----------------- |
| Europe 1 | Généraliste nationale         | Écoutez le monde changer                | Catégorie E      | 1er janvier 1955  |
| Europe 2 | Musicale jeune, format hits   | Pop Radio                               | Catégorie C et D | 1er décembre 1986 |
| RFM      | Musicale, format gold et hits | Le Meilleur des années 80 à aujourd'hui | Catégorie C et D | 6 juin 1981       |

Lagardère Active édite également des webradios qui sont les déclinaisons des radios FM du groupe, mais également un service de webradio personnalisé sur internet avec Musiline.
Lagardère Active confie à Régie Radio Régions la commercialisation de la publicité locale sur ces radios.

### Presse magazine
En 2010, la branche média est numéro un dans la presse magazine en France. Elle représente 23 % du chiffre d'affaires de la société avec 37 titres de presse en France et 87 éditions sous licence à l'international.
| Nom et Catégorie(s)    | Période      | Date de création |
| ---------------------- | ------------ | ---------------- |
|                        | Hebdomadaire |                  |
| Le Journal du dimanche | 1948         |                  |
| JDD Magazine           | Mensuel      | 2022             |

### Internet
- Newsweb (100 %)
  - Europe 1 Sports
  - LeJdd.fr
  - Parismatch.fr
  - Europe1.fr

- Selma (100 %)
  - Mood.fr

### Applications smartphone
- Gratuites :
  - Europe 1
  - Europe 2
  - RFM
  - Le Journal du Dimanche

### Régie publicitaire
- Cross Médias

### Jeu vidéo
- Miximum Entertainment

## Anciennes activités

### Anciennes radios
- Europe 1 Sport du 2 juin 2008 au 31 août 2010.
- Virgin Radio du 1er janvier 2008 au 31 décembre 2022

### Chaînes de télévision disparues ou revendues
Chaînes disparues
| Nom et Catégorie(s) | Pourcentage détenu | Date de création  | Date de disparition |
| --- | ------------------ | ----------------- | ------------------- |
| Elle Girl Chaîne féminine. | 100 %              | 15 septembre 2016 | 16 juillet 2019     |
| Virgin Radio TV Chaîne thématique à dominante musicale.                                                                                   | 100 %              | 20 mars 2014      | 30 juin 2019        |
| June Chaîne thématique pour les jeunes femmes.                                                                                            | 100 %              | 13 octobre 2009   | 1er septembre 2016  |
| MCM Pop Chaîne thématique musicale remplacée par RFM TV.                                                                                  | 100 %              | 28 novembre 2003  | 1er octobre 2014    |
| Virgin 17 Chaîne généraliste musicale (initialement Europe 2 TV). Vendue au Groupe Bolloré en 2010. Remplacée par Direct Star puis CStar. | 100 %              | 17 octobre 2005   | 31 août 2010        |
| MCM Belgique Chaîne thématique musicale.                                                                                                  | 100 %              | 1994              | 31 décembre 2009    |
| Match TV Chaîne thématique sur les people.                                                                                                | 100 %              | 10 décembre 2001  | 31 août 2005        |
| Santé Vie Chaîne thématique sur la santé. Vendue en 2002.                                                                                 |                    | 31 mai 2000       | 1er septembre 2003  |
| MCM Africa Chaîne thématique musicale remplacée par Trace TV en 2003.                                                                     | 100 %              | 1994              | 27 avril 2003       |
| Cap 24 Chaîne locale remplacée par BFM Business Paris en 2010.                                                                            |                    | 20 mars 2008      | Octobre 2010        |

Chaînes revendues
| Nom et Catégorie(s) | Date de lancement | Date de revente  |
| --- | ----------------- | ---------------- |
| La Chaîne Météo Chaîne thématique sur la météo. Revendue à Météo consult.                                                        | 21 juin 1995      | juin 2006        |
| Best of Shopping Chaîne thématique gratuite de téléachat. Revendue au Groupe M6 fin décembre 2019[réf. nécessaire].              | 2003              |                  |
| Gulli Chaîne généraliste jeunesse. Revendue au Groupe M6.                                                                        | 18 novembre 2005  | 2 septembre 2019 |
| Canal J Chaîne thématique jeunesse. Revendue au Groupe M6.                                                                       | 23 décembre 1985  | 2 septembre 2019 |
| TiJi Chaîne thématique jeunesse. Revendue au Groupe M6.                                                                          | 15 décembre 2000  | 2 septembre 2019 |
| La Chaîne du père Noël Chaîne thématique éphémère destinée à la jeunesse. Revendue au Groupe M6.                                 | 5 novembre 2011   | 2 septembre 2019 |
| MCM Chaîne générationnelle jeunes adultes. Revendue au Groupe M6.                                                                | 1er juillet 1989  | 2 septembre 2019 |
| MCM Top Chaîne thématique musicale. Revendue au Groupe M6.                                                                       | 28 novembre 2003  | 2 septembre 2019 |
| RFM TV Chaîne thématique musicale. Revendue au Groupe M6.                                                                        | 2 octobre 2014    | 2 septembre 2019 |
| Mezzo Chaîne thématique de musique classique. 50 % revendus aux groupes Canal+ et Les Échos-Le Parisien en juillet 2019.         | 31 mars 1998      | 17 juillet 2019  |
| Mezzo Live HD Chaîne thématique de musique classique. 50 % revendus aux groupes Canal+ et Les Échos-Le Parisien en juillet 2019. | 7 avril 2010      | 17 juillet 2019  |

### Titres de presse ou de magazines disparus ou cédés
Titres disparus
| Nom            | Période      | Date de création | Date de disparition |
| -------------- | ------------ | ---------------- | ------------------- |
| 7 à Paris      | Hebdomadaire | 1981             | 1993                |
| Zurban         | Hebdomadaire | 30 août 2000     | 14 juin 2006        |
| Elle à Paris   | Trimestriel  | 10 mai 2004      | 2007                |
| Jeune et Jolie | Mensuel      | 1987             | 6 janvier 2010      |

Titres vendus
| Nom                     | Période      | Date de création | Date de vente                                    |
| ----------------------- | ------------ | ---------------- | ------------------------------------------------ |
| Onze Mondial            | Trimestriel  | 1976             | juin 2011                                        |
| Psychologies magazine   | Mensuel      | 1970             | 10 juillet 2014 a Groupe Rossel et Reworld Media |
| Première                | Mensuel      | novembre 1976    | 10 juillet 2014 a Groupe Rossel et Reworld Media |
| Be magazine             | Mensuel      | Mars 2010        | 10 juillet 2014 a Groupe Rossel et Reworld Media |
| Action Auto Moto        | Mensuel      |                  | 10 juillet 2014 a Groupe Rossel et Reworld Media |
| Mon Jardin & Ma Maison  | Mensuel      | 1958             | 10 juillet 2014 a Groupe Rossel et Reworld Media |
| Union                   | Mensuel      | 1972             | 10 juillet 2014 a Groupe Rossel et Reworld Media |
| Maison & Travaux        | Bimestriel   | 1981             | 10 juillet 2014 a Groupe Rossel et Reworld Media |
| Campagne décoration     | Bimestriel   | 2000             | 10 juillet 2014 a Groupe Rossel et Reworld Media |
| Le Journal de la maison | Bimestriel   | 1968             | 10 juillet 2014 a Groupe Rossel et Reworld Media |
| Pariscope               | Hebdomadaire | 13 octobre 1965  | 10 juillet 2014 a Groupe Rossel et Reworld Media |
| Version Femina          | Hebdomadaire | avril 2002       | 14 février 2019 a Czech Media Invest             |
| Elle                    | Hebdomadaire | 1945             | 14 février 2019 a Czech Media Invest             |
| Télé 7 Jours            | Hebdomadaire | 1960             | 14 février 2019 a Czech Media Invest             |
| France Dimanche         | Hebdomadaire | 1946             | 14 février 2019 a Czech Media Invest             |
| Ici Paris               | Hebdomadaire | 1945             | 14 février 2019 a Czech Media Invest             |
| Public                  | Hebdomadaire | 2003             | 14 février 2019 a Czech Media Invest             |
| Télé 7 Jeux             | Mensuel      |                  | 14 février 2019 a Czech Media Invest             |
| Art & Décoration        | Bimestriel   | 1897             | 14 février 2019 a Czech Media Invest             |
| Parents                 | Mensuel      | octobre 1926     | inconnue                                         |
| Gulli, le mag           | Bimestriel   | juillet 2008     | 2 septembre 2019                                 |
| Infobébés               | Bimestriel   | 1996             | inconnue                                         |
| Paris Match             | Hebdomadaire | 25 mars 1949     | 1er octobre 2024 a LVMH                          |

- 2011 : les magazines internationaux du groupe sont cédés à Hearst Corporation.
- 2018 : la participation de 42% du Groupe Marie Claire est cédée à la famille Prouvost, propriétaire du reste des actions.
- 2019 : la participation dans Disney Hachette Presse est vendue à Unique Heritage Media.

### Lagardère Studios
La société Lagardère Studios, dirigée par Christophe Thoral, regroupe les sociétés de production et de distribution audiovisuelle de Lagardère Active.
En octobre 2020, Lagardère Studios est rachetée par le groupe Mediawan.
- Atlantique Productions
- Carson Prod
- Ellipsanime Entertainment Group
- Maximal Productions
- Réservoir Prod (racheté fin 2013 après le décès de Jean-Luc Delarue)